# Jordflikmossa
Jordflikmossa (Lophozia ventricosa) är en bladmossart som först beskrevs av James Jacobus J. Dickson, och fick sitt nu gällande namn av Barthélemy Charles Joseph Dumortier. Enligt Catalogue of Life ingår Jordflikmossa i släktet flikmossor och familjen Scapaniaceae, men enligt Dyntaxa är tillhörigheten istället släktet flikmossor och familjen Lophoziaceae. Arten är reproducerande i Sverige. Inga underarter finns listade i Catalogue of Life.

## Bildgalleri

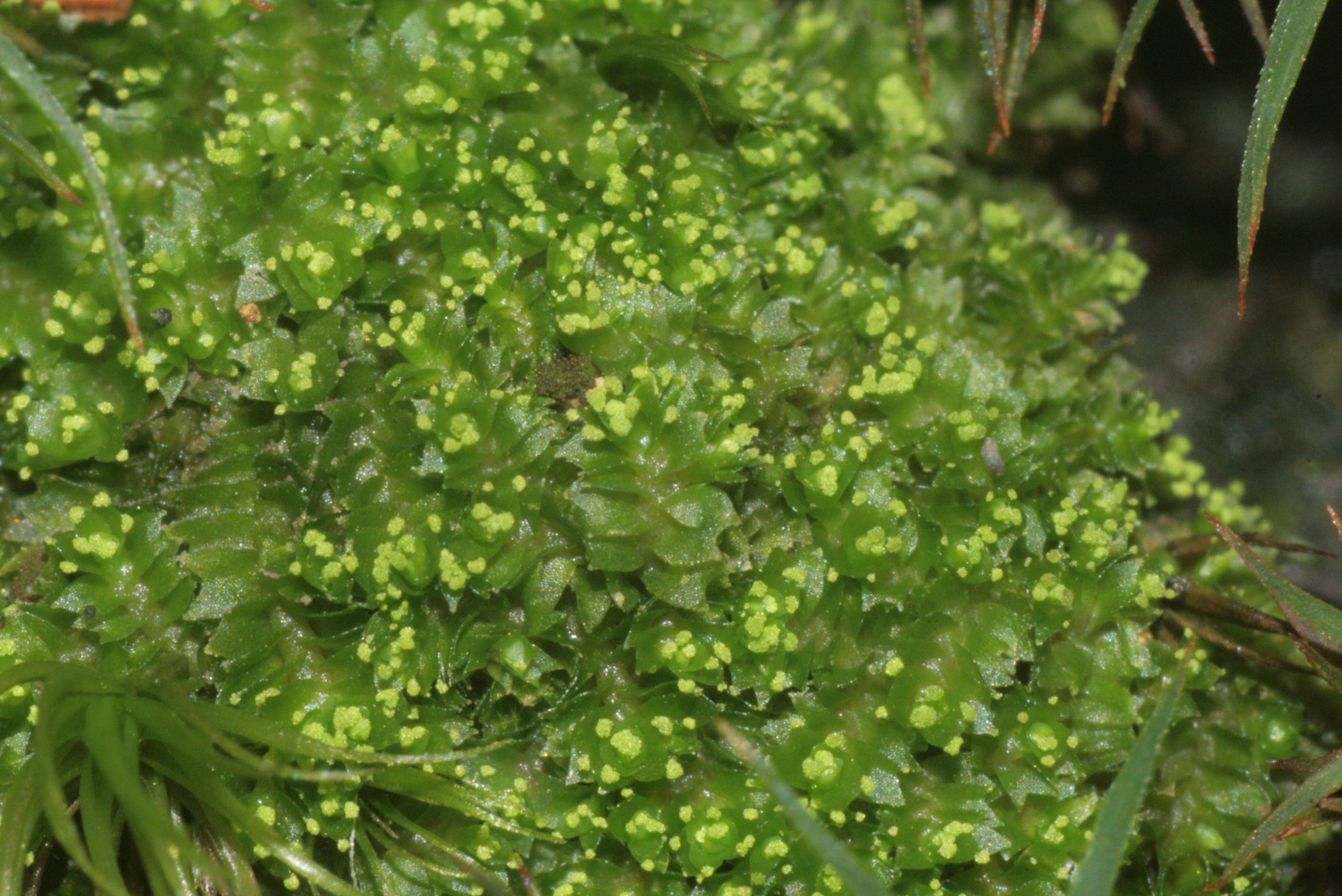
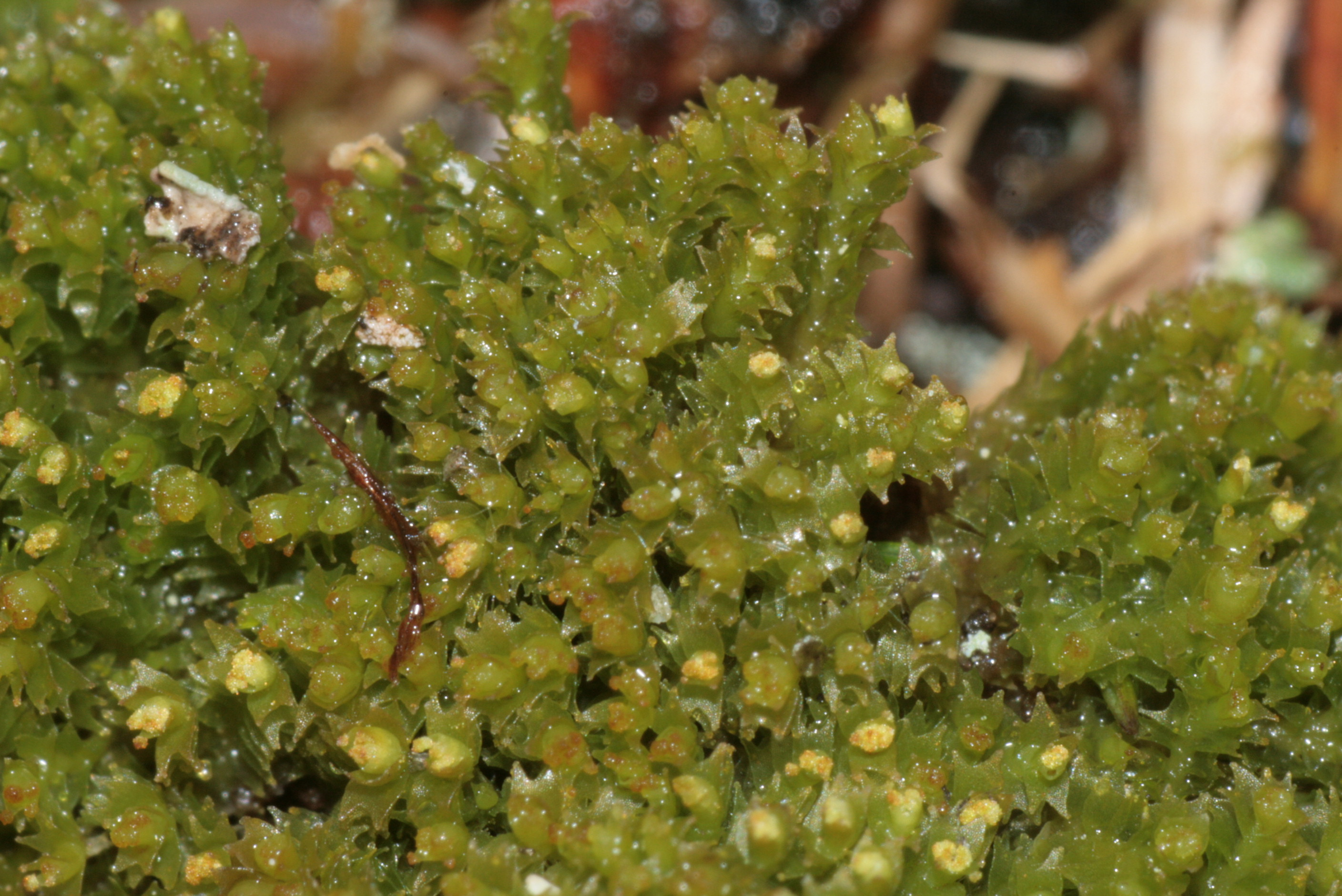
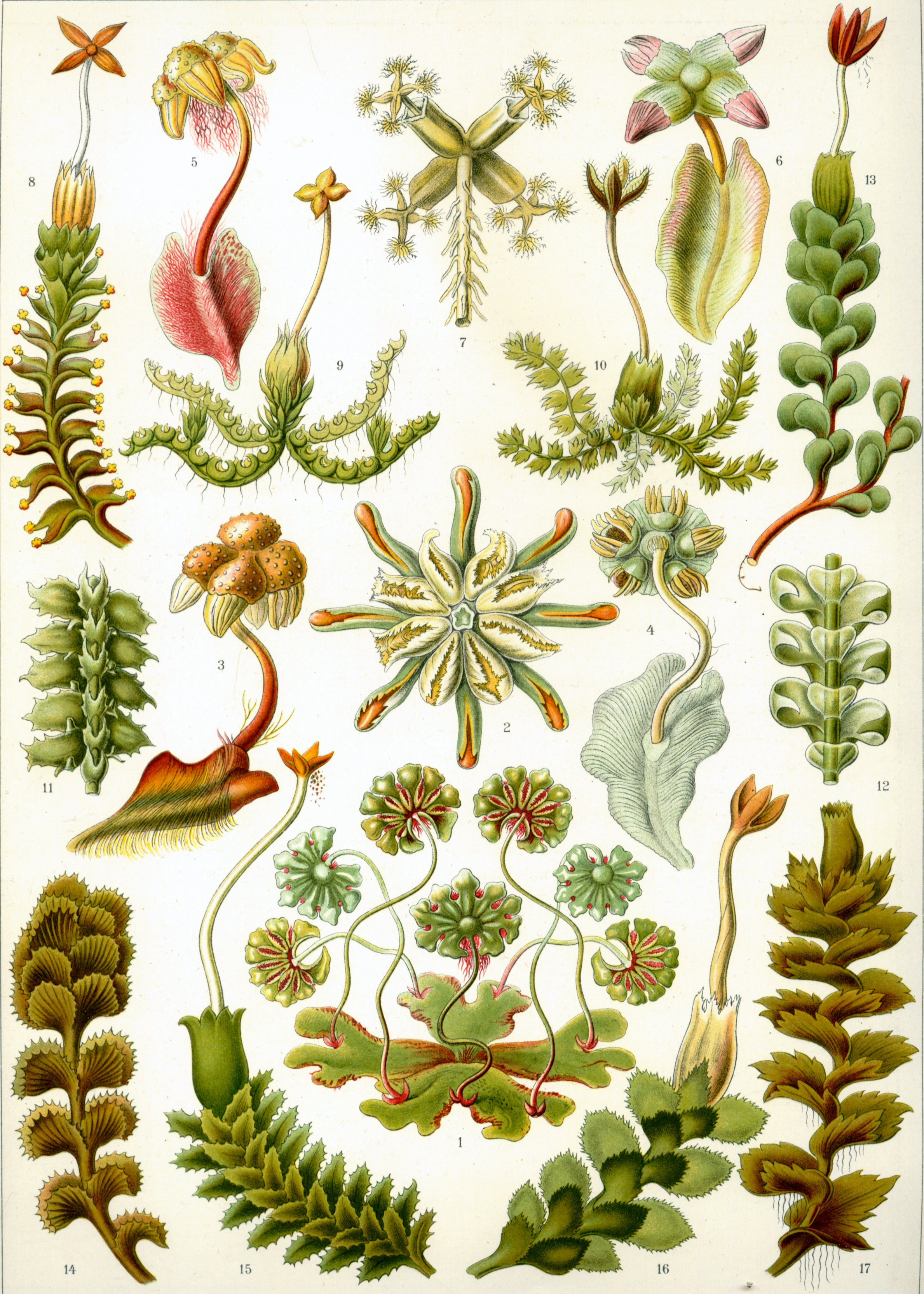